# Ercheia kebeae
Ercheia kebeae är en fjärilsart som beskrevs av George Thomas Bethune-Baker 1906. Ercheia kebeae ingår i släktet Ercheia och familjen nattflyn. Inga underarter finns listade i Catalogue of Life.